# Michael Schneider (Komponist)
Michael Schneider (* 6. September 1964 in Göttingen) ist ein Schweizer Komponist und Musikwissenschaftler. Er ist unter anderem als Musikpublizist, Kulturjournalist und -manager tätig.

## Leben
Michael Schneider wurde 1964 in Göttingen geboren und erhielt früh Klavier- und Cembalounterricht. Er legte seine Matura an der Alten Kantonsschule Aarau ab, wo auch der Komponist János Tamás lehrte. Von 1985 bis 1993 studierte er Musikwissenschaften, Neuere Geschichte und Kunstgeschichte an der Universität Zürich und von 1990 bis 1994 Komposition bei Dimitri Terzakis am Berner Konservatorium. 1988/89 lebte er in Sydney, wo er Kontakte zur australischen Musikszene knüpfte. Im Rahmen der Internationalen Musikfestwochen Luzern besuchte Schneider 1991 und 1993 Meisterschülerkurse bei Edisson Denissow. 1993 war er Gründungsmitglied der Komponistengruppe Groupe Lacroix.
Schneider arbeitete von 1984 bis 1993 als Musikkritiker bei der Aargauer Zeitung und dem Badener Tagblatt. 1993 bis 1998 war er Projektleiter am Stapferhaus, führte von 1999 bis 2001 den PAN Musikverlag in Zürich und leitete anschliessend von 2001 bis 2006 die Abteilung Öffentlichkeitsarbeit des Museums der Kulturen Basel. Zudem war er von 2000 bis 2012 künstlerischer Leiter der Wettinger Kammerkonzerte in Baden AG.
Schneider wirkte von 2006 bis 2019 als Geschäftsführer der Schweizer Kulturstiftung Künstlerhaus Boswil. Von 2021 bis 2023 war er Geschäftsführer der Aargauischen Kulturverbandes. 2023 trat er die Stelle des Verwaltungsdirektors am Museum der Kulturen Basel an. Darüber hinaus ist er ehrenamtlich in mehreren Kulturstiftungen (u. a. seit 1990 Stiftungsrat der Peter Mieg-Stiftung) aktiv.
Er ist verheiratet und lebt in Aarau.

## Auszeichnungen
- 1997/2001/2005: Förder- und Werkbeiträge des Aargauer Kuratoriums

## Werke

### Orchesterwerke
- Von einer Wanderung (Werner Wehrli) (1992/95) für Kammerorchester
- Laufen auf dünnem Eis (1992/96) für Orchester
- Rubin (2001) für Streichorchester

### Klavierwerke
- La beauté retrouvée (1991) für Klavier vierhändig
- Desii e terre nuove (1995) für zwei Klaviere
- Mandorla (1998) für Klavier
- Fussball (2008). 4 Etüden für Klavier solo

### Kammermusik
- Evokation (1991) für Violine, Klarinette und Klavier
- Licht über Schatten (1993) für zwei Flöten
- Über verwunschenen Ebenen (1994/95) für Kammerensemble
- Kailash (1996) für Horn und Klavier
- touch(e)! (1996) für Klaviertrio. UA 7. Dezember 1996 Moskau (Moscow Rachmaninov Trio)
- Schubert überquert die Donau bei Wien (1997) für Streichtrio
- 67 pas sur la nappe de l’étang glacé (1997) für Oboe und einen zugefrorenen See (Zuspielband)
- Shark Turtle Ray (1998/99) für Oboe, Viola und Gitarre. UA 28. Juni 1999 (8. MDR-Musiksommer, Museum der bildenden Künste, Ensemble Sortisatio)
- Distant calls (1999/2000) für Saxophonquartett und Klavier
- Voiles (2000). 3 Skizzen für 3 Oboen
- Es werde Licht (2000) für Viola solo
- Mandorla (1998/2001) für Sopransaxophon solo
- Painting/Orange (2007) für Orgel und Saxophon
- Die chemischen Elemente (2008) für Flöte, Saxophon und Vibraphon
- Järvi (2009) für Violoncello solo
- Fanfare for Sandringham (1991/2010) für Trompete und Posaune
- Gran Partita (2011) für Bläserseptett

### Szenische Musik
- Der Mann im Mond (1991/92). Expressionistisches Drama nach Georg Britting für 3 Sprechrollen, Oboe, Saxophon, Violine, Violoncello und Schlagzeug (1 Spieler). UA 27. November 1992 Bern (Ad-hoc-Ensemble der Jungen Bühne Zürich und des Konservatoriums Bern, Dirigent: Jean-Luc Darbellay)
- Im innersten Winter (requiem) (1999) für Sprecher, Bassklarinette und Gitarre nach Texten von Andreas Neeser. UA 21. November 1999 Lenzburg (Michael Wolf [Sprecher], Thomas Hunziker [Bassklarinette], Martin Pirktl [Gitarre])
- Geträumt hab ich jede Nacht von dir (2003). Kammeroper (Fragment). Libretto: Andreas Neeser. Für vier Stimmen (S.A.T.B), Kammerchor, Live-Elektronik und Kammerensemble (Bassetthorn, Englischhorn, Percussion [1 Spieler], Viola, Violoncello)
- A Dictionary of Maladies (2002–2005). Kammeroper. Libretto: Jen Craig. Für zwei tiefe Stimmen (Bass / Bassbariton) und Kammerensemble (Klarinette/Bassklarinette, Alt-/Baritonsaxophon, Fagott/Kontrafagott, E-Gitarre, Percussion [2 Spieler], Violoncello, Kontrabass). UA (konzertant) 26. August 2005 Lenzburg

### Vokal- und Chormusik
- Colors and Countenance (1996/97) für Sopran und Bläserquintett. Text: Ralph Waldo Emerson, Emily Dickinson
- Gorillas are sleeping at night (1997) für Sopran, Alt, gemischten Chor (SATB) und Klavier vierhändig mit kleiner Perkussion. Text: Wissenschaftssprache
- Licht bei Vermeer (1997/98) für achtstimmigen Chor (SSAATTBB), Bassetthorn und Vibraphon. Text: Vincent van Gogh, Pieter Teding van Berkhout, Dirk Hannema, Catharina Bolnes, Alltagssprache
- Strassburgkonfiguration (1998) für Gesang und Klavier. Text: Hans Arp
- Alle Schatten der Blätter (1998). 5 Madrigale für Sopran solo. Text: Ulrich Suter
- I giganti nell’autosilo (1999) für Chor a cappella (hohe Stimmen). Text: Franz Hohler
- Intarsien (1998/2000). 4 Miniaturen für Sopran und Klavier nach Texten von Ulrich Suter
- Gand (2005) für Bariton solo
- Ballade (Dällebach Kari) (2011) für Vokalquartett (SATB). Text: Mani Matter
- Chue am Waldrand (2011) für Vokalquartett (SATB). Text: Mani Matter

## Diskographie
- 1997: Groupe Lacroix: The Composer Group (Creative Works Records) mit dem Moscow Rachmaninov Trio
- 2001: Distant Calls (TonArt) mit Saxism – das Saxophon Quartett
- 2001: Capricci Musicali (MM) mit Thomas Hlawatsch (Klavier)
- 2003: Groupe Lacroix: 8 Pieces on Paul Klee (Creative Works Records) mit dem Ensemble Sortisatio

## Schriften (Auswahl)
- (Hrsg. mit Kristina Ericson:) Ein unstillbares Sehnen. Werner Wehrli. Das dichterische Schaffen. Sauerländer Verlag, Aarau 1994, ISBN 3-7941-3847-3.
- Verborgene Spuren. Anne Frank und die Schweiz. In: Stapferhaus Lenzburg (Hrsg.): Anne Frank und wir. Chronos Verlag, Zürich 1995, ISBN 3-905311-71-2.
- Peter Mieg. Leben, Werk, Rezeption. Amadeus Verlag, Winterthur 1995, ISBN 3-905049-64-3.
- Das unbeschreibliche Licht und die winterlichen Schatten. Zum musikalischen Denken von János Tamás. In: Förderverein János Támas (Hrsg.): Feuerbilder – Schattenklänge – János Tamás. Komponist, Dirigent, Pädagoge. Müller & Schade, Bern 1997, ISBN 3-9520878-0-7.
- We can work it out. Die Beat-Szene in der Schweiz (1964–67). In: Stapferhaus Lenzburg (Hrsg.): A walk on the wild side. Jugendszenen der Schweiz von den 30er Jahren bis heute. Chronos Verlag, Zürich 1997, ISBN 3-905312-03-4.
- (Hrsg. mit Gaby Fierz:) Feste im Licht. Religiöse Vielfalt in einer Stadt. Christoph Merian Verlag, Basel 2004, ISBN 3-85616-234-8.
- Schneider verfasste überdies die biographischen Artikel zu Friedrich Theodor Fröhlich, Walther Geiser und Peter Mieg für das Musiklexika Musik in Geschichte und Gegenwart (MGG) und zu Peter Mieg für das  Historische Lexikon der Schweiz sowie Fachaufsätze für die Schweizer Musikzeitung – Schweizer Musikpädagogische Blätter.